# Miss Falcón
El Miss Falcón es un concurso de belleza, cuya finalidad es escoger y preparar la representante de este estado del país al Miss Venezuela; además para la participación de sus candidatas a nivel Internacional.
Las candidatas son designadas por la organización Miss Venezuela. No obstante, las candidatas seleccionadas para portar esta banda, representan al estado con mucha dedicación y ahínco, de manera de poder resaltar la hermosura de sus Mises Falconianas, además de resaltar la hermosura de su gente luchadora y persistente.
Cabe mencionar que en varias ediciones del concurso, la Organización Miss Venezuela permitió que una candidata representara de manera independiente una parte de la entidad Falconiana; portando la Banda de Miss Península de Paraguaná. Acotando además que actualmente esta banda está ausente del concurso desde hace varias ediciones.

## Miss Falcón en el Miss Venezuela
La siguiente lista muestra todas las candidatas que han sido coronadas como Miss Falcón, y por ende, que han participado en el Miss Venezuela. La primera reina de esta región fue Margot Leidenz Navas, Miss Falcón 1953. Hasta el 2024, han sido coronadas 57 mises como Reinas de la entidad.
Color Clave
- Ganador
- Finalistas
- Semi Finalistas

| Año  | Candidata                                   | Edad        | Ciudad de Origen | Colocación               | Premios               |             |
| ---- | ------------------------------------------- | ----------- | ---------------- | ------------------------ | --------------------- | ----------- |
| 1953 | Margot Leidenz Navas                        | S/D         |                  | 3º Lugar (2.ª Finalista) |                       |             |
| 1954 | No Compitió                                 | No Compitió | No Compitió      | No Compitió              | No Compitió           | No Compitió |
| 1955 | No Compitió                                 | No Compitió | No Compitió      | No Compitió              | No Compitió           | No Compitió |
| 1956 | No Compitió                                 | No Compitió | No Compitió      | No Compitió              | No Compitió           | No Compitió |
| 1957 | Graciela Domínguez Egea                     | S/D         |                  |                          |                       |             |
| 1958 | No Compitió                                 | No Compitió | No Compitió      | No Compitió              | No Compitió           | No Compitió |
| 1959 | No Compitió                                 | No Compitió | No Compitió      | No Compitió              | No Compitió           | No Compitió |
| 1960 | No Compitió                                 | No Compitió | No Compitió      | No Compitió              | No Compitió           | No Compitió |
| 1961 | Yolanda Francisca Sierralta                 | S/D         |                  |                          |                       |             |
| 1962 | No Compitió                                 | No Compitió | No Compitió      | No Compitió              | No Compitió           | No Compitió |
| 1963 | Graciela Margarita Castellanos              | S/D         |                  |                          |                       |             |
| 1964 | Lupe Foata                                  | S/D         |                  |                          |                       |             |
| 1965 | No Compitió                                 | No Compitió | No Compitió      | No Compitió              | No Compitió           | No Compitió |
| 1966 | No Compitió                                 | No Compitió | No Compitió      | No Compitió              | No Compitió           | No Compitió |
| 1967 | No Compitió                                 | No Compitió | No Compitió      | No Compitió              | No Compitió           | No Compitió |
| 1968 | Magally Molleda Pérez                       | S/D         |                  |                          |                       |             |
| 1969 | Mariela Vaz Capriles                        | S/D         |                  |                          |                       |             |
| 1970 | No Compitió                                 | No Compitió | No Compitió      | No Compitió              | No Compitió           | No Compitió |
| 1971 | Miriam Callegari Pérez                      | S/D         |                  |                          | Miss Sonrisa          |             |
| 1972 | Marydee Sierraalta González                 | S/D         |                  | 5º Lugar (4.ª Finalista) | Miss Fotogénica       |             |
| 1973 | No Compitió                                 | No Compitió | No Compitió      | No Compitió              | No Compitió           | No Compitió |
| 1974 | No Compitió                                 | No Compitió | No Compitió      | No Compitió              | No Compitió           | No Compitió |
| 1975 | Mildred Galicia Vargas                      | S/D         |                  |                          | Miss Amistad          |             |
| 1976 | No Compitió                                 | No Compitió | No Compitió      | No Compitió              | No Compitió           | No Compitió |
| 1977 | Vilma Góliz Romero (Descalificada)          | 18          | Maracaibo        | 2º Lugar (1.ª Finalista) | Miss Fotogénica       |             |
| 1978 | Katy Patricia Tóffoli Andrade               | 17          | Caracas          | 2º Lugar (1.ª Finalista) |                       |             |
| 1979 | Francia Venezuela Pena Toledo               | 21          | Cabimas          |                          | Miss Simpatía         |             |
| 1980 | Nathalie Saíz                               | S/D         |                  |                          | Miss Simpatía         |             |
| 1981 | Leonor del Carmen Fernández Páez            | S/D         |                  |                          |                       |             |
| 1982 | Michelle Marie Shoda Belloso                | 22          | Maracaibo        | 2º Lugar (1.ª Finalista) | Miss Elegancia        |             |
| 1983 | Reina María Venturini Madrigal              | S/D         |                  |                          |                       |             |
| 1984 | Mary Loly Alba                              | S/D         |                  |                          |                       |             |
| 1985 | Zulma del Pilar López Villavicencio         | S/D         |                  |                          |                       |             |
| 1986 | Leonela Lanz Álvarez                        | S/D         |                  |                          |                       |             |
| 1987 | Claudia Fazzini Adrianza                    | S/D         |                  |                          | Miss Elegancia        |             |
| 1988 | Carolina Elfriede Rode Pelckmann            | 22          | Maracaibo        |                          |                       |             |
| 1989 | Amanda Marinelli Devlin                     | 19          |                  |                          |                       |             |
| 1990 | Carolina Durán Canal                        | S/D         |                  |                          |                       |             |
| 1991 | Dora Lisette Mutti Croes                    | S/D         |                  | Top 10                   |                       |             |
| 1992 | María Alexandra Gámez García                | S/D         |                  |                          |                       |             |
| 1993 | Ana Rosalinda Vera Garmendia                | S/D         |                  |                          |                       |             |
| 1994 | Coralie Josephine Larson Cotua              | 22          | Punto Fijo       |                          |                       |             |
| 1995 | Rosanna Teresa Bertoni Barrios              | 20          | Coro             |                          |                       |             |
| 1996 | Yazmín Madeline Fuenmayor Bracho            | 19          | Maracaibo        |                          |                       |             |
| 1997 | Ana María Tomicevic Dodig                   | 17          | Caracas          |                          |                       |             |
| 1998 | María Gabriela Carrillo Trujillo            | 19          | Maracay          |                          |                       |             |
| 1999 | Ilse Johanna Pappe Salas                    | 25          | Caracas          |                          |                       |             |
| 2000 | Anaìs Marìa Franco Millán                   | 23          | Cabimas          |                          |                       |             |
| 2001 | Gabriela Mercedes Benamú Villamizar         | 18          | Caracas          | Top 10                   |                       |             |
| 2002 | Diana del Valle Cocho Bracho                | 18          | Punto Fijo       |                          |                       |             |
| 2003 | Leonella Mercedes Bracho Coll               | 18          | Barquisimeto     | Top 20                   |                       |             |
| 2004 | Anny Vanessa del Río Molina                 | 20          | Barquisimeto     |                          |                       |             |
| 2005 | Andrea Pardo Aoun                           | 19          | Caracas          | Top 10                   |                       |             |
| 2006 | Angie Lurey Velazco López                   | 20          | Caracas          |                          |                       |             |
| 2007 | Lisbeth del Carmen Reyes Gavidia            | 21          | Punto Fijo       |                          |                       |             |
| 2008 | Fanny Domingues Da Assuncao                 | 19          | Caracas          |                          |                       |             |
| 2009 | No Compitió                                 | No Compitió | No Compitió      | No Compitió              | No Compitió           | No Compitió |
| 2010 | Liliana María Flores Arenas                 | 23          | Coro             |                          | Miss Internet         |             |
| 2011 | Haydee Margarita Castillo González          | 22          | Maracaibo        |                          |                       |             |
| 2012 | Alyz Sabimar Henrich Ocando                 | 21          | Punto Fijo       | 3º Lugar (Miss Tierra)   | Miss Belleza Integral |             |
| 2013 | Marie Clarie Arcila Harp                    | 20          | Coro             |                          |                       |             |
| 2014 | Jennifer Angulo Saá                         | 22          | Valencia         | Top 10                   | Miss Personalidad     |             |
| 2015 | Herlyz Alejandra Ruiz Aguilar               | 20          | Guatire          |                          |                       |             |
| 2016 | Tulia Rosa María Alemán Ferrer              | 23          | Mene de Mauroa   |                          | Miss Figura           |             |
| 2017 | Biliannis Guillermina Álvarez Chirinos      | 19          | Cabimas          | 4º Lugar (1.ª Finalista) | Miss Belleza Integral |             |
| 2018 | Fernanda Karina Escobar Rondón              | 24          | Acarigua         | Top 10                   | Prueba Deportiva      |             |
| 2019 | María José Bracho Barrios                   | 23          | Maracaibo        |                          |                       |             |
| 2020 | Betzabeth Hernández Lugo                    | 19          | Tucacas          |                          |                       |             |
| 2021 | María Fernanda Del Moral Romero             | 23          | Punto Fijo       |                          | Miss Glamour          |             |
| 2022 | Yulibeth María Sánchez Bracho               | 22          | Coro             |                          |                       |             |
| 2023 | Cynthia Paola Boscán Pereira                | 22          | Maracaibo        |                          |                       |             |
| 2024 | Fabianna Elisa Laura Consuelo Suárez Buysse | 28          | Valencia         | Top 10                   |                       |             |

## Miss Península de Paraguaná
A pesar de que ya existía una banda de Miss Falcón, algunas candidatas portaron la Banda de Miss Península de Paraguaná (Región propia de la entidad Falconiana); No obstante en la actualidad este territorio no participa de manera independiente. A continuación el listado de las Miss Península de Paraguaná, las cuales compitieron entre 1991 y 2010.
Color Clave
- Ganador
- Finalistas
- Semi Finalistas

| 1991 | María Alexandra Vírgüez Álvarez   | S/D         | 5º Lugar (2.ª Finalista) | Miss Elegancia  |             |             |
| 1992 | Liliana Karina Cedeño Rosas       | S/D         |                          |                 |             |             |
| 1993 | No Compitió                       | No Compitió | No Compitió              | No Compitió     | No Compitió | No Compitió |
| 1994 | No Compitió                       | No Compitió | No Compitió              | No Compitió     | No Compitió | No Compitió |
| 1995 | No Compitió                       | No Compitió | No Compitió              | No Compitió     | No Compitió | No Compitió |
| 1996 | No Compitió                       | No Compitió | No Compitió              | No Compitió     | No Compitió | No Compitió |
| 1997 | No Compitió                       | No Compitió | No Compitió              | No Compitió     | No Compitió | No Compitió |
| 1998 | Dayra del Carmen Lambis Ávila     | 21          | Top 10                   | Ojos Más Bellos |             |             |
| 1999 | No Compitió                       | No Compitió | No Compitió              | No Compitió     | No Compitió | No Compitió |
| 2000 | No Compitió                       | No Compitió | No Compitió              | No Compitió     | No Compitió | No Compitió |
| 2001 | No Compitió                       | No Compitió | No Compitió              | No Compitió     | No Compitió | No Compitió |
| 2002 | No Compitió                       | No Compitió | No Compitió              | No Compitió     | No Compitió | No Compitió |
| 2003 | Silvana Santaella Arellano        | 19          | 4º Lugar (1.ª Finalista) |                 |             |             |
| 2004 | No Compitió                       | No Compitió | No Compitió              | No Compitió     | No Compitió | No Compitió |
| 2005 | No Compitió                       | No Compitió | No Compitió              | No Compitió     | No Compitió | No Compitió |
| 2006 | No Compitió                       | No Compitió | No Compitió              | No Compitió     | No Compitió | No Compitió |
| 2007 | No Compitió                       | No Compitió | No Compitió              | No Compitió     | No Compitió | No Compitió |
| 2008 | María Alessandra Villegas Azpúrua | 21          |                          |                 |             |             |
| 2009 | No Compitió                       | No Compitió | No Compitió              | No Compitió     | No Compitió | No Compitió |
| 2010 | Isabel Cristina Castillo Cedeño   | 25          |                          |                 |             |             |